# Melinka
Melinka es un pueblo de la zona austral de Chile ubicado en la provincia de Aysén, Región de Aysén del General Carlos Ibáñez del Campo. Es la capital de la comuna de Guaitecas desde 1979. Cuenta con una población de 1329 habitantes según el censo de 2017.
El pequeño puerto de Melinka se encuentra situado en la isla Ascensión, al norte de la Región de Aysén, en el archipiélago de las Guaitecas.

## Etimología
El nombre «Melinka» le fue dado por el empresario alemán Felipe A. Westhoff, quien procedía de Alemania (de la zona del Rio Rhin, por entonces parte de Prusia) y se instaló en las Guaitecas en la década de 1860, cuando esas islas pertenecían a la antigua provincia de Chiloé.
De acuerdo a una tradición local, la palabra «Melinka» procedería del ruso y significaría ‘queridita’. Si bien en el ruso moderno hoy la traducción es милочка (transl. milochka), existe también el diminutivo милёнка (transl. milyonka) con igual significado. Otra versión, más respaldada por documentación de la época, señala que Felipe Westhoff habría nombrado el lugar en recuerdo de su hermana Melinka Westhoff, quien, al igual que su hermano, luego se avecindó en la ciudad de Valdivia.

## Historia

### Período precolombino
En el archipiélago de las Guaitecas la población indígena fue escasa, siendo habitada por algunos chonos. Los misioneros y navegantes españoles dejaron testimonio de la presencia chona en el área y declararon que habitaban la isla Ascensión.

### Creación en elsigloXIX
La localidad de Melinka fue la primera en establecerse en la actual Región de Aysén del General Carlos Ibáñez del Campo, a mediados del siglo XIX, siendo esta región la última a su vez en ser incorporada formalmente a Chile, incluso después que la Región de Magallanes y de la Antártica Chilena, debido a su compleja situación geográfica y las dificultades de transporte.
Antes de que se asentara Westhoff, el sector era conocido como Puerto Arena y era frecuentado por balleneros. Melinka se convirtió en cabecera de la subdelegación marítima del archipiélago de las Guaitecas el 21 de agosto de 1865. Formó parte de la subdelegación de Queilen, y a partir de 1874 del departamento de Castro como subdelegación de Melinka. Entre 1911 y 1979 su territorio formó parte de la comuna de Quellón.
En la década de 1880 hubo asaltos a embarcaciones, que terminaban con el robo de mercancías y el asesinato de sus tripulantes. Estos hechos de piratería se le atribuyeron a Pedro Ñancúpel y sus hombres y circuló el rumor de que pretendían quemar Melinka y matar a sus habitantes. El subdelegado de la época capturó a Ñancúpel, quien fue condenado a muerte y fusilado en Castro.

### SigloXXen adelante
Durante la década de los 30, Melinka fue usado como lugar de castigo por su lejanía con la capital del país. Uno de sus relegados más famosos fueron el senador del partido comunista Amador Pairoa, entre muchos otros.
En febrero de 2012, el aeródromo de la localidad fue tomado por pescadores de la zona, como parte de las protestas realizadas en la región, que exigían diversas mejoras en la calidad de vida de sus habitantes.
El domingo 25 de diciembre de 2016 tuvo epicentro a 67 km al noroeste de Melinka un terremoto de magnitud 7,6 M.
Actualmente Melinka es el poblado más importante de la comuna y de todo el archipiélago de las Guaitecas.

## Medios de comunicación

### Radio emisoras

#### FM
- 88.3 MHz Radio The Classic Music (programación musical retro)(local)
- 93.1 MHz Radio La Voz del Ciprés (local)
- 95.9 MHz Radio Namar FM (local)
- 98.5 MHz Radio Estrella del Mar (Católica, con programación desde la Isla de Chiloé)
- 100.1 MHz Radio FM Stylo (Programación desde la ciudad de Quellón)
- 101.3 MHz Radio La Melinkana (Local)

#### Radios Online
- Radio La Voz del Ciprés (local)
- Radio La Melinkana http://audio3.tustreaming.cl:7050/stream

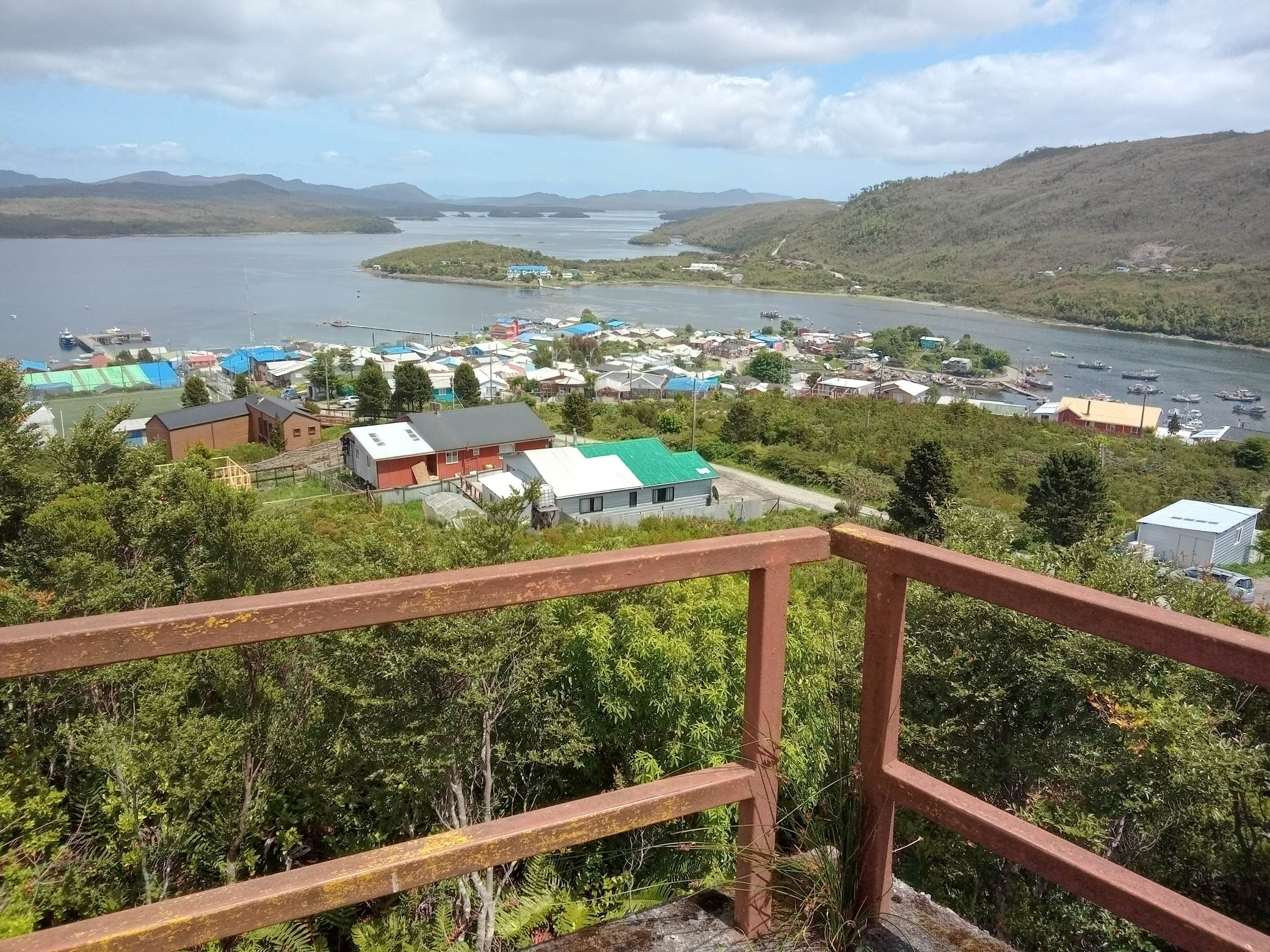
Melinka desde mirador cercano

### Televisión

#### TDT
- 2.1 - Canal 2 Quellón HD
- 2.2 - La Melinkana TVD
- 7.1 - TVN
- 7.2 - NTV
- 7.31 - TVN One Seg
- 13.1 - Canal 13 HD
- 13.2 - T13 En Vivo
- 13.31 - Canal 13 One Seg

IPTV
- La Melinkana TVD https://v1.tustreaming.cl:2000/public/melinkana

## Deportes
- Club Deportivo Estrella
- Club Social Deportes Melinka
- Club Deportivo Naval
- Club Deportivo Valle Estero
- Club Deportivo Cochrane
- Club Deportivo Victorino